# Milenium
El Milenium es una gema semipreciosa, que solo se puede encontrar en la mina Yuruty, en la provincia Germán Busch, Bolivia, cerca de la laguna La Gaiba. Es cuarzo cristalino, con trazos de cuarzo ahumado. La combinación de tonalidades que presenta es el producto de la radiación de la zona, rica en aluminio, su formación se debe a la una aleación de iones de aluminio por la caída de algún meteorito, es una gema escasa y su yacimiento solo provee pocos ejemplares para la joyería, el valor tiende a ser medio-bajo, ya que es una variedad de cuarzo, siendo más apreciado por geólogos o coleccionistas.